# Bat Ajin
Bat Ajin (hebr. בת עין; oficjalna pisownia w ang. Bat Ayin) – wieś i osiedle żydowskie położone w Samorządzie Regionu Gusz Ecjon, w Dystrykcie Judei i Samarii, w Izraelu.

## Położenie
Osiedle jest położone w bloku Gusz Ecjon w górach Judzkich, pośrodku drogi z Jerozolimy do Hebronu, w Judei w otoczeniu terytoriów Autonomii Palestyńskiej.

## Historia
Osada została założona w 1989 przez grupę religijnych żydowskich osadników.